# Kojima Engineering

Logotipo.

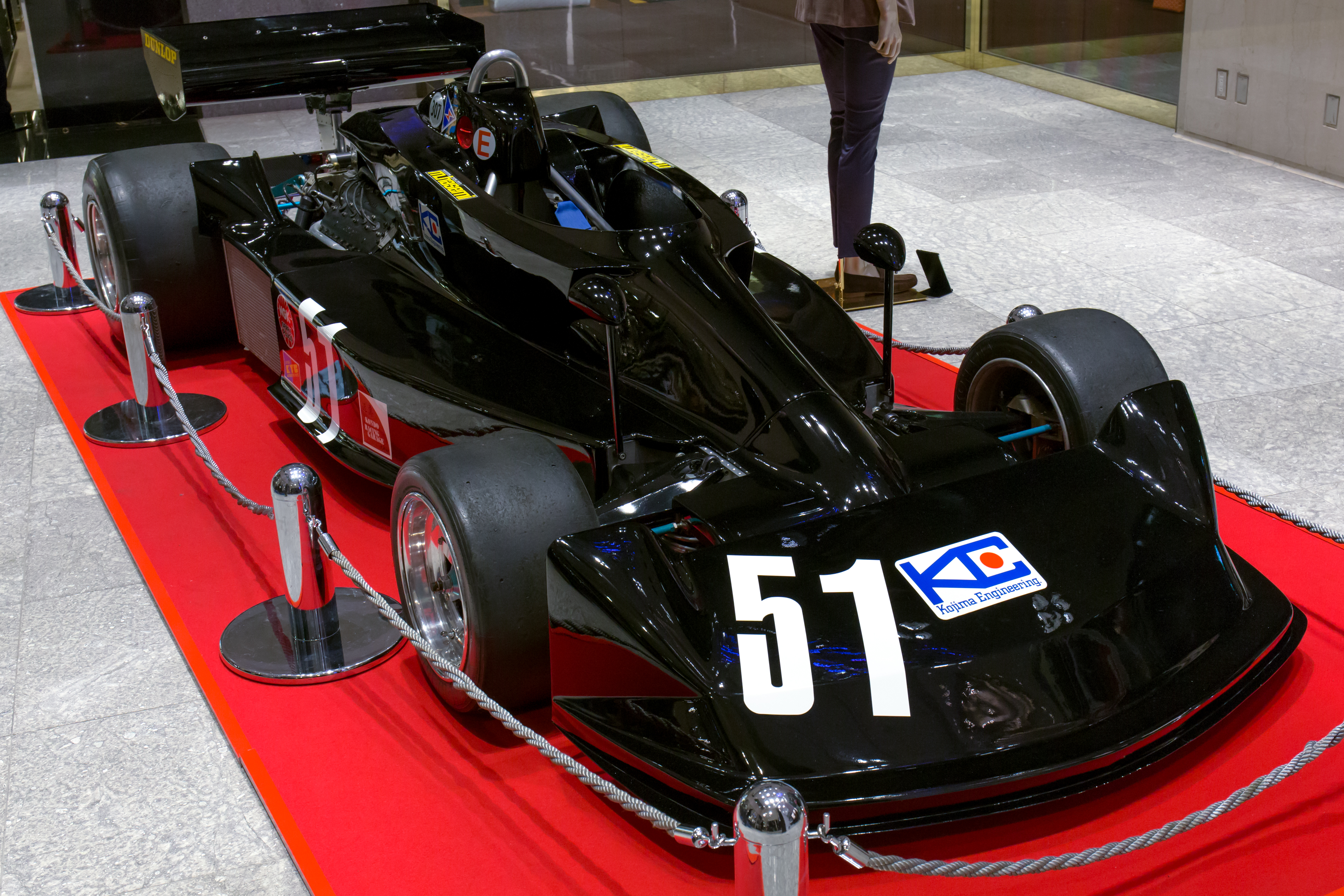
Kojima KE007.

Kojima Engineering, también conocido como Kojima Formula 1 Team o Kojima, fue un equipo de automovilismo japonés. En Fórmula 1, solo compitió en el Gran Premio de Japón en dos ocasiones (1976 y 1977).

## Historia

### Antes de Fórmula 1
Matsuhisa Kojima, el fundador, hizo fortuna importando plátanos y le apasionaba el mundo del motor, por lo que fue piloto de motocross durante los años 60. Antes de empezar su aventura en Fórmula 1, fundó su equipo en Fórmula 2 en los 70. Llegó a un acuerdo con Dunlop para montar sus neumáticos y competir en el Gran Premio de Japón de 1976 y dejar F2.

### Fórmula 1
En 1976, Matsuhisa Kojima llevó su equipo de Fórmula 2 a Fórmula 1, queriendo competir en su Gran Premio nacional. El coche resultante fue el Kojima KE007, probado en el otoño de 1976 por Masahiro Hasemi, quien sería futuro piloto. Portaba un motor Ford Cosworth DFV V8 y los neumáticos Dunlop previamente mencionados. Su piloto para 1976 fue Hasemi, quien había corrido para Kojima en F2. El monoplaza resultó ser un coche rápido, pues en la 1.ª sesión clasificatoria consiguió colocarse 4.º. Ya en la 2.ª, tuvieron un accidente, y la posición media obtenida para la carrera fue la 10.ª, que debido a un problema se retrasó a la 11.ª, posición en la que acabó Hasemi en carrera.
En 1977, el dueño del equipo quería hacer entrar al Kojima KE007 en la 3.ª carrera, aunque debido a un problema con Dunlop y que debían hacer un chasis nuevo con neumáticos Bridgestone, solo pudieron correr el Gran Premio de Japón de 1977 en el que el piloto Noritake Takahara, que solo pudo ser 19.º en la clasificación antes de chocar en carrera, con un chasis.
En esa misma carrera, el equipo Heros Racing, también de Japón, compitió con el chasis Kojima KE007 que compró para competir esa carrera. El piloto fue Kazuyoshi Hoshino, empezó 11.º y acabó en la misma posición.
En 1978, Kojima había preparado el KE009B para el equipo de Fórmula 2, Kauhsen para debutar en la temporada 1979 de Fórmula 1, sin embargo el acuerdo no se concretó y el equipo alemán tuvo que diseñar y construir su propio coche. El KE009B había sido probado por Keke Rosberg en el Fuji Speedway.

### PostFórmula 1
Kojima continuó su carrera de Fórmula 2 Japonesa hasta finales de los '80. A partir de ahí abandonó por completo su trayectoria automovilística y no han corrido en ninguna categoría más a partir de allí.

## Resultados

### Fórmula 1
(Clave) (negrita indica pole position) (cursiva indica vuelta rápida)

| Año     | Chasis | Motor                    | Neu. | Pilotos           | 1   | 2   | 3   | 4   | 5   | 6   | 7   | 8   | 9   | 10  | 11  | 12  | 13  | 14  | 15  | 16  | 17  | Puntos | Pos. |
| ------- | ------ | ------------------------ | ---- | ----------------- | --- | --- | --- | --- | --- | --- | --- | --- | --- | --- | --- | --- | --- | --- | --- | --- | --- | ------ | ---- |
| 1976    | KE007  | Ford Cosworth DFV 3.0 V8 | D    |                   | BRA | RSA | USW | ESP | BEL | MON | SWE | FRA | GBR | GER | AUT | NED | ITA | CAN | USA | JPN |     | 0      | NC   |
| 1976    | KE007  | Ford Cosworth DFV 3.0 V8 | D    | Masahiro Hasemi   |     |     |     |     |     |     |     |     |     |     |     |     |     |     |     | 11  |     | 0      | NC   |
| 1977    | KE009  | Ford Cosworth DFV 3.0 V8 | B    |                   | ARG | BRA | RSA | USW | ESP | MON | BEL | SWE | FRA | GBR | GER | AUT | NED | ITA | USA | CAN | JPN | 0      | NC   |
| 1977    | KE009  | Ford Cosworth DFV 3.0 V8 | B    | Noritake Takahara |     |     |     |     |     |     |     |     |     |     |     |     |     |     |     |     | Ret | 0      | NC   |
| Fuente: |        |                          |      |                   |     |     |     |     |     |     |     |     |     |     |     |     |     |     |     |     |     |        |      |

#### Equipos privados
(Clave) (negrita indica pole position) (cursiva indica vuelta rápida)

| Año     | Equipo       | Chasis | Motor                    | Neu. | Pilotos           | 1   | 2   | 3   | 4   | 5   | 6   | 7   | 8   | 9   | 10  | 11  | 12  | 13  | 14  | 15  | 16  | 17  |
| ------- | ------------ | ------ | ------------------------ | ---- | ----------------- | --- | --- | --- | --- | --- | --- | --- | --- | --- | --- | --- | --- | --- | --- | --- | --- | --- |
| 1977    | Heros Racing | KE009  | Ford Cosworth DFV 3.0 V8 | B    |                   | ARG | BRA | RSA | USW | ESP | MON | BEL | SWE | FRA | GBR | GER | AUT | NED | ITA | USA | CAN | JPN |
| 1977    | Heros Racing | KE009  | Ford Cosworth DFV 3.0 V8 | B    | Kazuyoshi Hoshino |     |     |     |     |     |     |     |     |     |     |     |     |     |     |     |     | 11  |
| Fuente: |              |        |                          |      |                   |     |     |     |     |     |     |     |     |     |     |     |     |     |     |     |     |     |